# Paralastor clypeopunctatus
Paralastor clypeopunctatus är en stekelart som beskrevs av Schulthess 1925. Paralastor clypeopunctatus ingår i släktet Paralastor och familjen Eumenidae. Inga underarter finns listade i Catalogue of Life.